# Limite de Roche
La limite de Roche est la distance théorique en dessous de laquelle un satellite commencerait à se disloquer sous l'action des forces de marée causées par le corps céleste autour duquel il orbite, ces forces dépassant la cohésion interne du satellite. Elle tire son nom de l'astronome français Édouard Roche qui l'a théorisée le premier,,. La limite de Roche possède un analogue dans le domaine galactique : le rayon de marée.

## Estimation
Le calcul de la limite de Roche est par essence un problème complexe, car il dépend de la constitution interne du satellite. Cependant, des approximations peuvent être faites.
Historiquement, Roche avait considéré la distance à laquelle deux sphères indéformables de rayon r et de masse m, en contact, orbitant autour d'une planète de masse M et de rayon R, se détacheraient sous l'effet des forces de marées. Cette distance est égale à :
{\displaystyle d=R{\sqrt[{3}]{16{\frac {\rho _{P}}{\rho _{s}}}}}\approx 2{,}520\cdot R{\sqrt[{3}]{\frac {\rho _{P}}{\rho _{s}}}}}
où {\displaystyle \rho _{P}} la masse volumique moyenne de la planète et {\displaystyle \rho _{s}} celle du satellite.
Il est également possible de calculer la distance à laquelle un petit morceau du satellite — de masse µ — maintenu par la force d'attraction gravitationnelle de celui-ci, commence à se détacher (c'est le cas dit « rigide ») :
{\displaystyle d=R{\sqrt[{3}]{2{\frac {\rho _{P}}{\rho _{s}}}}}\approx 1{,}260\cdot R{\sqrt[{3}]{\frac {\rho _{P}}{\rho _{s}}}}}
Ces deux calculs ne tiennent cependant pas compte de la déformation du satellite sous l'effet des forces de marées.
Si on considère que la cohésion du satellite est maintenue par les seules forces de gravitation internes (un satellite liquide, en quelque sorte), il se déforme en un ellipsoïde (c'est le cas dit « fluide »). Le problème demande la solution d'une équation transcendante qui ne peut se faire que numériquement. Roche travaillait dans la deuxième moitié du XIXe siècle et n'avait pas les moyens de calcul que nous avons maintenant. Sa solution était :
{\displaystyle d\approx 2{,}44\cdot R{\sqrt[{3}]{\frac {\rho _{P}}{\rho _{s}}}}}
La véritable solution est (voir plus bas pour les détails du calcul) :
{\displaystyle d=2{,}422849865\cdot R{\sqrt[{3}]{\frac {\rho _{P}}{\rho _{s}}}}}
C'est cette dernière valeur qui est utilisée à l'heure actuelle.

## Exemples concrets
| Primaire | Satellite | Distance (en rayons de Roche) | Distance (en rayons de Roche) |
| Primaire | Satellite | (rigide)                      | (fluide)                      |
| -------- | --------- | ----------------------------- | ----------------------------- |
| Soleil   | Mercure   | 103,53                        | 53,84                         |
| Terre    | Lune      | 40,53                         | 21,08                         |
| Mars     | Phobos    | 1,71                          | 0,89                          |
| Mars     | Déimos    | 4,56                          | 2,37                          |
| Jupiter  | Métis     | 1,91                          | 0,99                          |
| Jupiter  | Adrastée  | 1,92                          | 1,00                          |
| Jupiter  | Amalthée  | 1,78                          | 0,93                          |
| Jupiter  | Thébé     | 3,31                          | 1,72                          |
| Saturne  | Pan       | 1,77                          | 0,92                          |
| Saturne  | Atlas     | 1,82                          | 0,95                          |
| Saturne  | Prométhée | 1,85                          | 0,96                          |
| Saturne  | Pandore   | 1,88                          | 0,98                          |
| Saturne  | Épiméthée | 1,98                          | 1,03                          |
| Uranus   | Cordélia  | 1,55                          | 0,81                          |
| Uranus   | Ophélie   | 1,68                          | 0,87                          |
| Uranus   | Bianca    | 1,84                          | 0,96                          |
| Uranus   | Cressida  | 1,93                          | 1,00                          |
| Neptune  | Naïade    | 1,44                          | 0,75                          |
| Neptune  | Thalassa  | 1,49                          | 0,78                          |
| Neptune  | Despina   | 1,57                          | 0,82                          |
| Neptune  | Galatée   | 1,84                          | 0,96                          |
| Neptune  | Larissa   | 2,19                          | 1,14                          |
| Pluton   | Charon    | 13,05                         | 6,79                          |

Dans la pratique, un satellite — naturel ou artificiel — est capable d'orbiter en deçà de la limite de Roche car il est maintenu par d'autres forces de cohésion. Le tableau à droite exprime les rayons orbitaux des satellites intérieurs de chaque planète, exprimés en multiple de leurs limites de Roche respectives. Mercure est aussi incluse à titre de comparaison. On constate que Naïade est le cas le plus extrême.

Toutes ces lunes (exception faite de la Lune et de Charon) restent entières bien qu'orbitant en dessous ou très près de leur limite de Roche.

On a constaté que Phobos, satellite de Mars, présente de nombreuses fractures, sans pouvoir pour autant les imputer à sa proximité avec la planète.
Les théories de création des anneaux planétaires font généralement intervenir la limite de Roche.
On pense qu'ils sont créés soit par désagrégation d'un satellite après son passage en deçà de la limite, soit par empêchement de l'agrégation des particules située dans cette zone lors de la création de la planète.
Dans le cas des anneaux de Jupiter, il est possible qu'ils proviennent directement de particules arrachées à Adrastée et Métis : les forces de marées provenant de Jupiter seraient suffisantes pour qu'une particule placée à leur surface puisse être emportée au loin.
L'anneau E de Saturne s'étend bien au-delà de l'orbite de Roche. Son épaisseur inhabituelle laisse penser qu'il serait le résultat d'un dégazage volcanique récent d'Encelade, les cristaux de glace ainsi produits se diffusant de plus en plus à mesure qu'ils s'éloigneraient du satellite.

## Lobes de Roche
Dans un système stellaire binaire, un lobe de Roche est la région de l'espace où les particules sont gravitationnellement liées à l'une ou l'autre des étoiles.
Ces deux régions, chacune formant une « larme » entourant l'une des étoiles, se rejoignent au point de Lagrange L1 du système.
Si l'une des deux étoiles s'étend au-delà de son lobe de Roche, la matière concernée « tombe » vers l'autre étoile. Ce processus peut conduire à terme à la désintégration totale de l'étoile, chaque perte de matière réduisant d'autant le lobe.
Dans le cas d'un couple géante rouge / naine blanche, du gaz provenant de la géante peut dépasser son lobe de Roche, déversant continument son gaz sur la naine blanche et provoquer plusieurs novas récurrentes.

## Dans la culture
Le film américain de 2022 Moonfall reprend ce concept physique lorsque la Lune se rapproche de la Terre et franchit sa limite de Roche.
La série télévisée d'animation japonaise de 1978 Capitaine Flam reprend ce concept physique pour expliquer la disparition d'une planète dans l'épisode Départ pour le passé